# Municipio de Clarence (Kansas)
El municipio de Clarence (en inglés: Clarence Township) es un municipio ubicado en el condado de Barton en el estado estadounidense de Kansas. En el año 2010 tenía una población de 117 habitantes y una densidad poblacional de 1,25 personas por km².

## Geografía
El municipio de Clarence se encuentra ubicado en las coordenadas 38°23′28″N 98°58′39″O / 38.39111, -98.97750. Según la Oficina del Censo de los Estados Unidos, el municipio tiene una superficie total de 93.47 km², de la cual 93,47 km² corresponden a tierra firme y (0 %) 0 km² es agua.

## Demografía
Según el censo de 2010, había 117 personas residiendo en el municipio de Clarence. La densidad de población era de 1,25 hab./km². De los 117 habitantes, el municipio de Clarence estaba compuesto por el 93,16 % blancos, el 5,13 % eran de otras razas y el 1,71 % eran de una mezcla de razas. Del total de la población el 5,98 % eran hispanos o latinos de cualquier raza.